# Mauvezin-de-Sainte-Croix
Mauvezin-de-Sainte-Croix é uma comuna francesa na região administrativa de Occitânia, no departamento de Ariège.